# 弗兰克·布里科夫斯基
弗朗西斯·安东尼·布里科夫斯基（英語：Francis Anthony Brickowski，1959年8月14日—），美国NBA联盟前职业篮球运动员。他在1981年的NBA选秀中第3轮第11顺位被纽约尼克斯选中。